# Kazahsztán politikai élete

## Alkotmány, államforma
A Kazah Köztársaság államformája elnöki, azaz prezidenciális köztársaság. Az államfő szerepét az elnök tölti be, aki egyúttal a hadsereg feje, valamint a parlamenti törvényhozásban vétójoggal rendelkezik. Az elnök erősebb hatalommal bír, mint a parlamentáris köztársaságok elnökei, de például az Amerikai Egyesült Államok elnökénél kisebb a hatalma.

## Törvényhozás, végrehajtás, igazságszolgáltatás

### Végrehajtó hatalom
A kormány feje, a miniszterelnök elnököl a Miniszteri Kabinetben (a kormányban). A kormánynak három miniszterelnök-helyettese és tizenhat minisztere van. A kormányfő 2022 óta Alikhan Szmailov. Az országban a miniszterelnöknek az elnökhöz képest a hatalma gyenge, a gyakorlatban a végrehajtó hatalom megoszlik az elnök és a miniszterelnök, valamint ez utóbbi kormánya között.

### Törvényhozó hatalom
Kazahsztán törvényhozó hatalmát az ország kétkamarás parlamentje birtokolja. A parlament felsőháza, a Szenátus harminckilenc szenátorból áll. A parlament alsóháza, a Madzslísz 77 képviselőből áll. A Madzslísz feladata a törvényjavaslatok elfogadása, a Szenátusé a törvényjavaslatok szentesítése. Egy javaslat csak úgy emelkedik törvényerőre, hogyha azt az elnök is aláírja, egyébként a javaslat megsemmisül.

### Igazságszolgáltatás
Az ország igazságszolgáltatása két ágból áll: az Alkotmánybíróságból és a Legfelsőbb Bíróságból. A Legfelsőbb Bíróság alatt állnak a területek és a területi jogú városok bíróságai. A bíróságok alatt a kisebb közigazgatási egységek és városok (a területi jogú városok esetében városon belüli közigazgatási egységek (pl.: kerületek)) bíróságai.

## Közigazgatási beosztás
Az országban 14 terület (облыс [oblisz] többes szám: облыстар [oblisztar] és 2 területi jogú város (Almati és Asztana) található. Az Oroszország által bérelt Bajkonur (Bajkongir) különleges státusszal rendelkezik.
| Terület                    | Székhely                  |
| -------------------------- | ------------------------- |
| Akmolai terület            | Köksetau (Көкшетау)       |
| Aktöbei terület            | Aktöbe (Ақтөбе)           |
| Almati terület             | Taldikorgan (Талдықорған) |
| Atiraui terület            | Atirau (Атырау)           |
| Nyugat-kazahsztáni terület | Oral (Орал)               |
| Zsambili terület           | Taraz (Тараз)             |
| Karagandi terület          | Karagandi (Kарағанды)     |
| Kosztanaji terület         | Kosztanaj (Қостанай)      |
| Kizilordai terület         | Kizilorda (Қызылорда)     |
| Manggisztaui terület       | Aktau (Ақтау)             |
| Dél-kazahsztáni terület    | Simkent (Шымкент)         |
| Pavlodari terület          | Pavlodar (Павлодар)       |
| Észak-kazahsztáni terület  | Petropavl (Петропавл)     |
| Kelet-kazahsztáni terület  | Öszkemen (Өскемен)        |

## Politikai pártok
A legnagyobb párt a Nur Otan, a Haza Fénysugara pártja, amelyet az elnök Nazarbajev vezet. Két másik, az elnökkel szimpatizánsnak tekinthető párt van, az agrár-ipari blokkot képező AIST és az ASAR párt, amelyet Nazarbajev lánya alapított. Az ellenzéki pártok mindössze egyetlen parlamenti helyet értek el, a választások az EBESZ szerint nem feleltek meg a nemzetközi standardoknak.

## Védelmi rendszer

### Fegyveres erők létszáma
- Aktív: 60 000 fő
- Szolgálati idő a sorozottaknak: 31 hónap
- Tartalékos: 237 000 fő

#### Szárazföldi erők
- Létszám 41 000 fő

##### Állomány
- 2 gépesített hadosztály
- 3 gépesített lövészdandár
- 3 tüzérdandár
- 1 kiképző központ
- 1 légideszant-dandár
- 1 rakétadandár

##### Felszerelés
- 980 db harckocsi (T–72)
- 140 db felderítő harcjármű (BRDM)
- 1500 db páncélozott gyalogsági harcjármű (BMP–1, BMP–2, BRM–1)
- 770 db páncélozott szállító jármű (BTR–70, BTR–80)
- 668 db tüzérségi löveg: 505 db vontatásos, 163 db önjáró
- 12 db rakétaindító

#### Légierő
- Létszám 19 000 fő

##### Állomány
- 2 vadászrepülő-ezred
- 3 közvetlen támogató ezred
- 1 felderítő ezred

##### Felszerelés
- 164 db harci repülőgép (MiG–25, MiG–29, MiG–31, Szu–24, Szu–25, Szu–27)

## Fordítás
- Ez a szócikk részben vagy egészben  a   Politics of Kazakhstan című angol Wikipédia-szócikk fordításán alapul.  Az eredeti cikk szerkesztőit annak laptörténete sorolja fel. Ez a jelzés csupán a megfogalmazás eredetét és a szerzői jogokat jelzi, nem szolgál a cikkben szereplő információk forrásmegjelöléseként.